# Docidomyia danielsi
Docidomyia danielsi är en tvåvingeart som beskrevs av Yeates 1996. Docidomyia danielsi ingår i släktet Docidomyia och familjen svävflugor.
Artens utbredningsområde är New South Wales. Inga underarter finns listade i Catalogue of Life.